# Night Changes
"Night Changes" is een nummer van de Brits-Ierse boyband One Direction uit 2014.

## Achtergrond
Het lied werd geschreven door de band samen met Jamie Scott, Julian Bunetta en John Ryan. Bunetta en Ryan produceerden het nummer ook. Het nummer werd op 14 november 2014 uitgebracht als de tweede en laatste single van hun vierde studioalbum Four. Het was tevens hun laatste single met bandlid Zayn Malik.
Het nummer bouwt voort op de thema's uit de nummers "Live While We're Young" en "Story of My Life" en verkent het snelle verstrijken van de tijd en het belang van het leven in het moment.

## Ontvangst
Het nummer werd geen groot commercieel succes maar desondanks een van de meest geprezen nummers van de band. De band krijgt lof voor de manier waarop ze met diepgang en volwassenheid over de vergankelijkheid van het leven zingen. In de UK Singles Chart haalt het de zevende plek, en in de Ierse hitlijst de 13e. In de Nederlandse Single Top 100 komt het niet verder dan een 76 plek.
Na de dood van Liam Payne in oktober 2024 steeg het nummer weer in de hitlijsten en kwam het tot de zesde plaats in Spotify 's dagelijkse wereldwijde hitlijst. Ook de zesde plek in de UK Singles chart en de 48e plek in de Nederlandse Single Top 100 worden gehaald.

### NPO Radio 2 Top 2000
Night Changes stond in 2024 voor het eerst in de NPO Radio 2 Top 2000, op plek 1763.